# بيل باري (لاعب كرة قدم)
بيل باري (بالإنجليزية: Bill Parry)‏ هو لاعب كرة قدم بريطاني في مركز الدفاع، ولد في 18 فبراير 1933، وتوفي في 20 مايو 2009. لعب مع توتنهام هوتسبير.